# Conseil national des provinces
28e législature
Chambres du Parlement (en)
Le Conseil national des provinces est la chambre haute du Parlement d'Afrique du Sud.

## Historique
Le Conseil national des provinces est créé par la Constitution, et a remplacé l'ancien Sénat, mais est très similaire à cet organe et à de nombreuses autres chambres hautes de législatures à travers le monde, dans la mesure où son objectif est de représenter les gouvernements des provinces, plutôt que de représenter directement le peuple.

## Fonctions
Le Conseil national des provinces est une traduction institutionnelle du principe de la Constitution de 1996 appelé le gouvernement coopératif. Il offre aux neuf provinces du pays un lieu pour discuter avec le gouvernement dans les différents domaines où elles partagent avec lui une compétence législative; il leur permet de contrôler ses actions ayant un impact sur les provinces et collectivités locales.

## Composition
Le Conseil national des provinces compte 90 conseillers, soit une délégation de 10 conseillers par province.

## Élections
La délégation d'une province au sein du Conseil se compose de :
- 4 délégués spéciaux : le président de la province ou son délégué, issu de l'assemblée, et 3 autres délégués ad-hoc, en fonction des questions débattues ;
- 6 délégués permanents, qui renoncent par la même à leur siège provincial.

## Présidents
| Nom                      | Mandat      | Parti |
| ------------------------ | ----------- | ----- |
| Mosiuoa Lekota           | 1997 - 1999 | ANC   |
| Naledi Pandor            | 1999 - 2004 | ANC   |
| Joyce Kgoali             | 2004        | ANC   |
| Mninwa Johannes Mahlangu | 2004 - 2014 | ANC   |
| Thandi Modise            | 2014 - 2019 | ANC   |
| Amos Masondo             | 2019 - 2024 | ANC   |
| Refilwe Mtsweni-Tsipane  | Depuis 2024 | ANC   |